# Serie 306 de Renfe
La serie 306 de Renfe es una locomotora diésel-hidráulica de maniobras (600 CV, 65 km/h) fabricada por Yorkshire engine Co., con  motores construidos por Rolls Royce, en 1962. Antiguamente matriculada como 10.600. En 1986 fue retirada del servicio al depósito de Salamanca (España).
Estuvo prestada haciendo pruebas en la red entre 1963 y 1966. Finalmente, Renfe no decidió hacer el pedido previsto quedando solo este ejemplar único integrado en el parque.
Poseía dos motores Rolls-Royce de 4 tiempos sobrealimentados y una transmisión hidráulica de la misma casa.
Actualmente se encuentra expuesta en el Museo Nacional del Ferrocarril en Delicias (Madrid).